# Emilia
Emilia – imię żeńskie pochodzenia łacińskiego. Pochodzi od nazwy rzymskiego rodu Emiliuszów i oznacza osobę gorliwą, pilną, żarliwą. „Aemulus” (emulus) po łacinie znaczy „zawodnik, rywal, konkurent”, może też oznaczać kogoś, kto się gorliwie o coś stara. W Polsce znane od XV w. Popularność zyskało na przełomie XVIII i XIX w. Wśród imion nadawanych nowo narodzonym dzieciom, Emilia w 2017 r. zajmowała 14. miejsce w grupie imion żeńskich. W całej populacji Polek Emilia zajmowała w 2017 r. 49. miejsce (140 944 nadań).
Żeński odpowiednik imienia Emil, Emilian.
- Formy obce: Emily (ang.), Ämilie; Emilie (niem., czes.); Émilie (fr.); Emilia (hiszp., wł., ros., fi.); Emilija, Emila, Emiljka, Mila, Milka, Miljka (połud.-słow.); Emilija, Emilë (litew.); Aemilia (łac.)
- Nazwiska: Emela, Emielita, Emil, Emilewicz, Emilianowicz, Emiliewicz, Emilita, Emilka, Emisz, Emka, Emko, Jemilka, Jemielita, Milewicz.

Imieniny obchodzi: 23 maja, 5 czerwca, 24 czerwca, 30 czerwca, 19 sierpnia, 24 sierpnia i 24 listopada.
Patroni
- św. Emilia z Cezarei (zm. 375) – matka świętych min. Makryny Młodszej
- św. Emilia Maria Wilhelmina de Rodat (1787-1852) – założycielka zgromadzenia zakonnego Świętej Rodziny
- św. Emilia de Vialar (1797-1856) – zakonnica, założycielka zgromadzenia pod wezwaniem św. Józefa od Zjawienia

## Znane postacie
- Emilie Autumn (ur. 1979) – amerykańska wokalistka i skrzypaczka
- Emily Blunt – amerykańska aktorka
- Emily Brontë (1818-1848) – angielska pisarka i poetka, autorka „Wichrowych Wzgórz”
- Emilia Clarke (ur. 1986) – brytyjska aktorka telewizyjna i filmowa, wystąpiła m.in. w filmie „Zanim się pojawiłeś” oraz w serialu „Game of Thrones” w roli Daenerys Targaryen
- Emily Dickinson (1830-1886) – amerykańska poetka
- Emilia Fox – brytyjska aktorka
- Emilia Gierczak – podporucznik, biorąca udział w walkach II wojny światowej
- Emily Harrison (ur. 1977) – amerykańska aktorka
- Emilia Kaczorowska – matka Karola Wojtyły (papieża Jana Pawła II)
- Emilia Komarnicka-Klynstra – polska aktorka
- Emilia Krakowska (ur. 1940) – polska aktorka filmowa i teatralna
- Emilia Lanier (1569–1645) – angielska poetka, autorka tomiku Salve Deus Rex Judaeorum, według jednej z teorii spiskowych autorka sztuk wydawanych pod nazwiskiem Szekspira
- Emilia Lepida – żona Druzusa III
- Emilia Malessa (1909–1949) – żołnierz, działaczka Armii Krajowej, powstaniec warszawski
- Emily Osment (ur. 1992) – amerykańska aktorka i piosenkarka
- Emilia Padoł (ur. 1985) – polska dziennikarka i pisarka
- Emilia Plater (1806–1831) – hrabianka, oficer, bohater powstania listopadowego. Adam Mickiewicz poświęcił jej wiersz „Śmierć pułkownika”
- Emilie de Ravin (ur. 1981) – australijska aktorka
- Emilia Rydberg (ur. 1978) – szwedzka piosenkarka, wykonawczyni hitu „Big big world'”
- Emilia Sczaniecka (1804-1896) – działaczka społeczna, uczestniczka powstania listopadowego
- Emilia Szabłowska (ur. 1986) – polska kickbokserka, wicemistrzyni Europy
- Emily Watson – brytyjska aktorka
- Emmelie de Forest – duńska piosenkarka, autorka tekstów, zwyciężczyni 58. Konkursu Piosenki Eurowizji w Malmö
- Emily Browning – australijska aktorka

## Bohaterowie sztuki
- Emilia Plater, sławiona w balladzie A. Mickiewicza Śmierć pułkownika.
- Emilia Galotti, tragedia G.E. Lesinga (1772).
- Emilia z powieści Nad Niemnem E. Orzeszkowej (1888).
- Emilka z powieści Noce i dnie M. Dąbrowskiej (1932/34).
- Emilia z powieści I. Bashevisa Singera Sztukmistrz z Lublina (1961).
- Emilia z opowiadania Nad niebieską wodą z tomu Pokój gołębi J. Zawieyskiego.
- Emilka z serii Emilka ze Srebrnego Nowiu L. M. Montgomery

## Na ekranie
- Nad Niemnem, na podstawie powieści Elizy Orzeszkowej, w reżyserii Zbigniewa Kuźmińskiego (1986); rolę Emilii zagrała Marta Lipińska.
- Noce i dnie na podstawie powieści Marii Dąbrowskiej, w reżyserii Jerzego Antczaka (1975); rolę Emilki zagrała Ilona Kuśmierska.
- Sztukmistrz z Lublina w reż. M. Golema (1979).